# Тополянски, Хаги
Ха́ги Тополя́нски (ивр. חגי טופולנסקי‎; род. 18 сентября 1965, Израиль) — генерал-майор запаса Армии обороны Израиля; в последней армейской должности: глава Управления кадров Генштаба армии (с сентября 2014 года по декабрь 2016 года). После завершения военной службы был генеральным директором Управления аэропортов Израиля.

## Биография
Хаги Тополянски родился в Израиле 18 сентября 1965 года. Родители, Давид и Эстер Тополянски, родившиеся в Аргентине в семьях выходцев из Польши, переехали в Израиль в возрасте 20 лет. Когда Тополянски исполнилось семь лет, его семья переехала в мошав Аругот, где его отец работал заведующим хозяйством.
Окончил региональную школу в мошаве Беэр-Тувья.

### Военная карьера
В январе 1984 года Тополянски был призван на службу в Армии обороны Израиля и поступил на курсы лётчиков ВВС (ивр. קורס טיס‎), боевое отделение которых окончил в марте 1986 года. По окончании курсов служил боевым лётчиком в 102-й эскадрилье (ивр. טייסת 102‎) штурмовиков «A-4 Скайхок», а затем в 109-й (ивр. טייסת 109‎) и 101-й (ивр. טייסת 101‎) эскадрильях истребителей «F-16 Файтинг Фалкон».
Затем принял участие в основании 69-й эскадрильи истребителей «F-15 Игл» (ивр. טייסת 69‎) и стал её 2-м заместителем. В дальнейшем возглавил 110-ю эскадрилью истребителей «F-16C/D Файтинг Фалкон» (ивр. טייסת 110‎), после чего был назначен главой Департамента планирования и организации (ивр. תוא"ר‎) Управления штаба ВВС.
В 2008 году Тополянски присвоили звание бригадного генерала, и он был назначен командиром базы ВВС Хацерим. В мае 2010 года Тополянски возглавил Управление воздушных операций ВВС (ивр. להק האוויר‎), а в марте 2012 года вступил в должность главы (ивр. רמ"ט‎) Управления штаба ВВС (ивр. להק ראש מטה‎) (заместителя Командующего ВВС).
8 сентября 2014 года Тополянски было присвоено звание генерал-майора, и на следующий день он вступил на пост главы Управления кадров Генерального штаба армии, сменив на посту генерал-майора Орну Барбивай.
В декабре 2016 года из дома Тополянски был украден его армейский компьютер, и против Тополянски было открыто следствие по подозрению в хранении на компьютере секретных материалов вопреки армейским инструкциям. Вследствие этого, 14 декабря 2016 года, Тополянски подал в отставку с должности главы Управления кадров и вышел в запас из армии. В своем заявлении об отставке Тополянски заявил, что он берет на себя ответственность за свой проступок, как привык поступать сам, и как ожидал бы того от своих подчинённых.

### После выхода в запас
После выхода в запас в декабре 2017 года Тополянски возглавил отделение беспилотных летательных аппаратов в дивизионе разведывательного оборудования израильской компании Elbit Systems.
В 2020 году Тополянски был кандидатом на пост генерального директора израильского оборонного концерна Israel Aerospace Industries, однако снял свою кандидатуру на должность.
С января 2019 года также исполняет должность председателя общего собрания Академического колледжа «Ахва». Также является председателем совета директоров некоммерческой организации Israel-Is и входит в общественный совет некоммерческой организации «Нефеш бе-Нефеш».
10 апреля 2022 года было опубликовано решение министра транспорта Мерав Михаэли назначить Тополянски на пост генерального директора Управления аэропортов Израиля. Назначение было утверждено правительством Израиля 19 июня 2022 года. Всего лишь через полгода после вступления Тополянски на пост был инициирован процесс его отстранения от должности; Тополянски опротестовал открытие данного процесса, утверждая, что за решением скрывается противоправное политическое давление со стороны Мири Регев, вступившей на пост министра транспорта вместо Михаэли, но 23 февраля 2023 года, после оглашения принятого большинством голосов решения совета Управления аэропортов Израиля отстранить Тополянски от должности, сообщил о своём уходе с поста.
Входит в состав «Форума Танаха» некоммерческой организации «Компания по исследованию Танаха в Израиле».
После вторжения групп боевиков ХАМАС с территории сектора Газа в октябре 2023 года вошёл в группу генералов запаса, добровольно организовавшихся с целью взять под свою опеку жителей пострадавших в ходе вторжения израильских населённых пунктов и содействовать им в разрешении бюрократических вопросов; в рамках данной инициативы Тополянски получил под свою опеку жителей кибуца Керем-Шалом.

### Образование и личная жизнь
За время военной службы Тополански получил степень бакалавра Хайфского университета (в области экономики и бухгалтерского учёта), а затем степень магистра Авиационного университета в Монтгомери (Алабама).
Женат на Рони Тополянски (урождённой Леви, род. 1964), управляющей фермой по выращиванию овощей, основанной её матерью в мошаве Тальмей-Йехиэль. Со своей женой Тополянски познакомился в 11-м классе школы, в которой он учился. У пары четверо детей: старшая дочь Хен, сын Ран, дочь Шай и младший сын Дар. Проживает в мошаве Аругот.